# Robert Irwin (Künstler)
Robert Walter Irwin (* 12. September 1928 in Long Beach, Kalifornien; † 25. Oktober 2023 in La Jolla) war ein US-amerikanischer Installationskünstler. Durch orts-spezifische Architektur-Interventionen veränderte er das Raum-Erlebnis.
Irwin begann seine Laufbahn in den 1950er Jahren als Maler. In den 1960er Jahren wandte er sich Installationen zu und war darin ein Pionier, dessen Arbeiten die Ästhetik und Konzepte der Light and Space-Bewegung mitprägte. In seine frühen Werken arbeitete er oft mit Licht und Gaze-Schleiern, um Galerie- und Museumsräume zu verwandeln. Ab 1975 gehörten auch Landschafts-Projekte zu seinem Schaffen. Irwin gestaltete mehr als fünfundfünfzig orts-spezifische Werke für Einrichtungen wie das Getty Center (1992–98), Dia:Beacon (1999–2003) und die Chinati Foundation in Marfa (Texas) (2001–16). Das Museum of Contemporary Art, Los Angeles zeigte als erstes 1993 eine Retrospektive seines Werkes; 2008 folgte das Museum of Contemporary Art San Diego mit einem Rückblick über seine 50-jährige Karriere. 1976 erhielt Irwin ein Guggenheim Fellowship und 1984 ein MacArthur Fellowship. 2007 wurde er in die American Academy of Arts and Letters aufgenommen. Er lebte und arbeitete in San Diego.